# إنسان دينيسوفا
إنسان دينيسوفا (بالإنجليزية: Denisovan/Desinova hominins)‏ هي من الأنواع المنقرضة من البشر من جنس الإنسان. في آذار/مارس من عام 2010، أعلن علماء عن اكتشاف جزء من إصبع عظم أنثى عاشت قبل حوالي 41 ألف عام قد وجدت في كهف دينيسوفا بالقرب من جبال ألتاي بسيبيريا كان يسكنه البشر البدائيون والمعاصرون. بيّن تحليل الحمض النووي ودي أن إيه الميتوكندريا ان هذه الفصيلة متميزة وراثيا عن البشر البدائيين والمعاصرين. دراسة لاحقة عن الجينوم النووي لتلك العينة أشارت إلى أن هذه المجموعة تشارك أصل مشترك مع البشر البدائيين وأنها هاجرت من سيبيريا إلى جنوب شرق آسيا ، وأنهم تعايشوا مع أسلاف الإنسان الحديث ، ويحمل الميلانيزيون والسكان الأصليون الأستراليون حوالي 3٪ إلى 5٪ من الحمض النووي الخاص بالدينيسوفان ، كما اظهر دنا اكتشف في إسبانيا انه في مرحلة ما قطن أوربا الغربية حيث كان يعتقد أن البشر البدائيين هم الوحيدين الذين سكنوا المنطقة. كما بيّن علماء الوراثة أن مجموعة إنسان دينيسوفان كانت في الواقع مجموعة شقيقة لإنسان نياندرتال . وتشير أفضل التقديرات الآن إلى أن سلفهما المشترك تفرَّعَ من سلالتنا منذ حوالي 600 ألف سنة، ثم انفصَلَ إنسان دينيسوفان عن إنسان نياندرتال بعد ذلك بحوالي 200 ألف سنة.

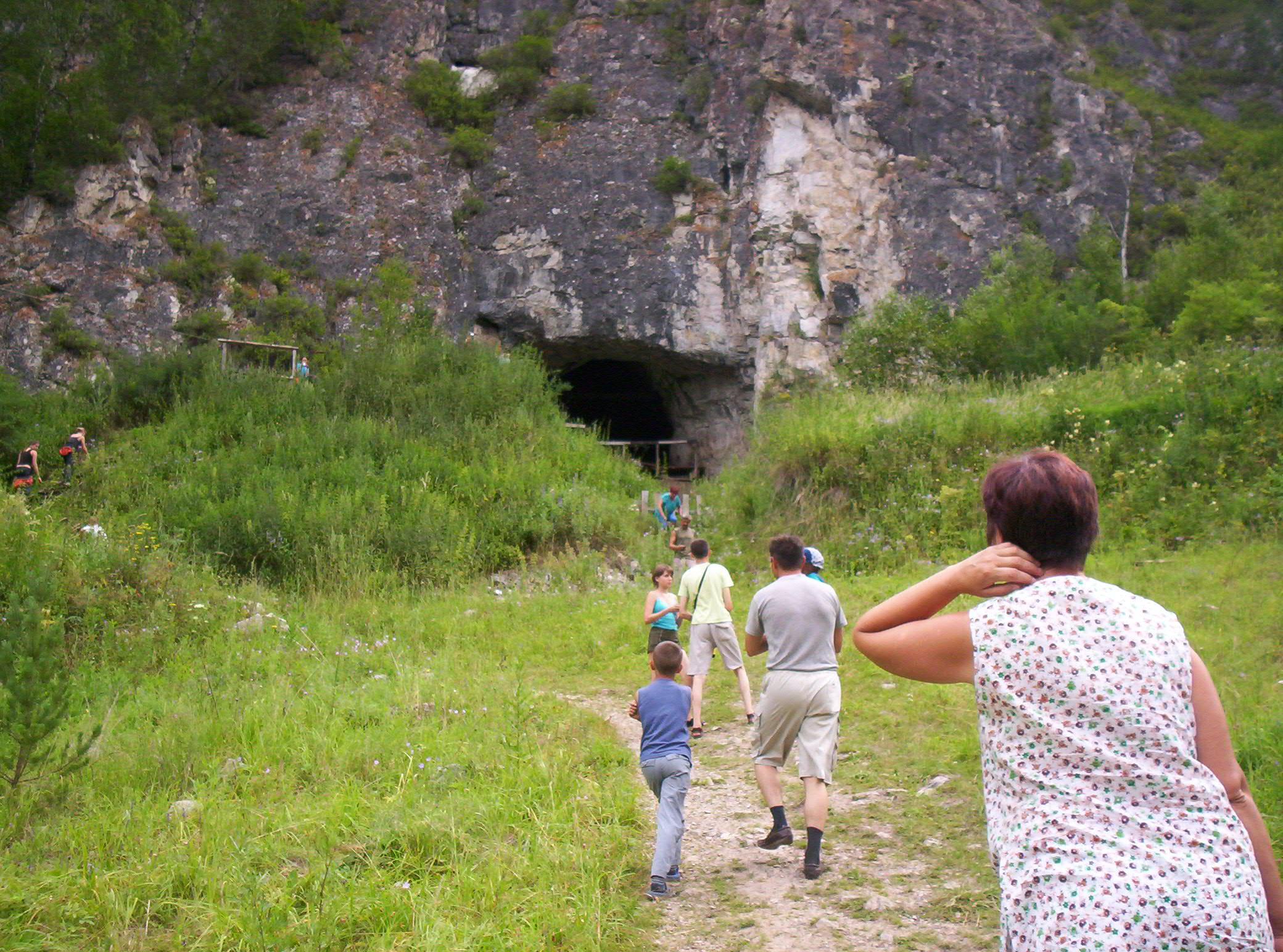
السياح أمام كهف دينيسوفا حيث تم العثور على أول حفرية للدينيسوفانيين

انفصلت السلالة التي تطورت إلى الدينيسوفان والنياندرتال عن تلك التي تطورت إلى الإنسان العاقل الحديث تشريحيًا قبل نحو 600000 إلى 744000 سنة. افترق بعد ذلك الدينيسوفان والنياندرتال وراثيًا عن بعضهما البعض بعد 300 جيل فقط. سكن الدينيسوفان والنياندرتال والأنواع الهجينة الأخرى في كهف دينيسوفا في سيبيريا على مدى آلاف السنين، لكن من غير الواضح ما إذا كانوا قد تعايشوا مع بعضهم في الكهف. تزاوج الدينيسوفان مع البشر المعاصرين في غينيا الجديدة في الآونة الأخيرة منذ 15000 عام.

## الاكتشاف
يقع كهف دينيسوفا في جنوب غرب سيبيريا وروسيا في جبال ألتاي بالقرب من الحدود مع كازاخستان والصين ومنغوليا، وقد سُمِّي باسم دينيس على اسم ناسكٍ روسيٍّ عاش هناك في القرن الثامن عشر. استُكشِفَ الكهف في السبعينيات من قبل عالم الأحياء القديمة الروسي نيكولاي أوفودف أثناء بحثه عن بقايا للكلبيات. قام مايكل شانكوف من أكاديمية العلوم الروسية وغيره من علماء الآثار الروس من معهد اعلم الآثار والأعراق في نوفوسيبيرسك باستكشاف وتقصِّي الكهف في عام 2008، ليجدوا حينها عظم إصبعٍ ليافعٍ من أشباه البشر، ويشار لهذا الإصبع باسم «المرأة X» (إشارةً إلى السلف الأموي للحمض النووي الميتوكوندري). استُخرجِت مصنوعاتٍ يدويةٍ من الكهف -متواجدة في نفس المستوى، وحُدِّد عمرها باستخدام نظائر الكربون المشع والأكسجين بنحو 40000 قبل الحاضر. كشفت الحفريات منذ ذلك الحين عن مصنوعاتٍ بشريةٍ بيّنت تواجدًا متقطعًا يعود إلى نحو 125000 عام.
قام فريق من العلماء بقيادة يوهانس كراوس وسفانتي بيبو من معهد ماكس بلانك لعلم الإنسان التطوري في لايبزيغ بألمانيا، بسَلسَلة الحمض النووي المستخرج من البقايا. ساهم المناخ البارد لكهف دينيسوفا في الحفاظ على الحمض النووي، حيث كان متوسط درجة الحرارة السنوية للكهف هو 0 درجة مئوية (32 درجة فهرنهايت)، مما ساهم في الحفاظ على الحمض النووي القديم بين البقايا المكتشفة. أشار التحليل إلى انفصال الدينيسوفان عن السلف المشترك قبل انفصال النياندرتال والإنسان الحديث بوقت طويل يُقَدَّر بنحو مليون سنة.
أشار تحليل الحمض النووي الميتوكوندري كذلك إلى أن هذا النوع الجديد من أشباه البشر كان نتيجةً للهجرة المبكرة من أفريقيا، والتي تختلف عن الهجرات الأخيرة المرتبطة بالإنسان الحديث خارج إفريقيا، ولكنها تختلف أيضًا عن الخروج الإفريقي السابق للإنسان المنتصب. لاحظ بيبو أن وجود هذا الفرع البعيد يخلق صورةً أكثر تعقيدًا للبشرية خلال البليستوسين المتأخر. يوضح هذا العمل أن الدينيسوفان كانوا في الواقع مجموعةً شقيقةً للنياندرتال، متفرعة عن السلالة البشرية قبل نحو 550000 سنة، وعن النياندرتال ربما في الشرق الأوسط قبل نحو 300000 سنة.
أبلغت ورقة ثانية من سفانتي بيبو عن اكتشاف سابق لضرس ثالث من شاب بالغ يرجع تاريخه إلى نفس الوقت تقريبًا (كان الإصبع من المستوى 11 في تسلسل الكهف، والسن من المستوى 11.1). اختلفت السن في عدة جوانب عن تلك الموجودة لدى النياندرتال، لكنها امتلكت خصائصًا قديمةً تشبه أسنان الإنسان المنتصب. وعند تحليل الحمض النووي الميتوكوندري على السن، وجدوا أنه امتلك تسلسلًا مشابهًا لعظم الإصبع إلى حدٍّ ما، مما يشير إلى حدوث التشعب قبل نحو 7500 عامًا، وأشاروا إلى أنه يعود لفرد مختلف من نفس المجموعة.
ظلت هذه العينات من كهف دينيسوفا في جبال ألتاي الأمثلة الوحيدة المعروفة للدينيسوفان حتى عام 2019، عندما وصفت مجموعة بحثية بقيادة فوهو تشن ودونغجو زهانج وجان جاك هوبلين الفك السفلي الجزئي الذي اكتشفه راهب بوذي في عام 1980 في كهف كارست بيشاي في مقاطعة بيشاي على هضبة التبت (الصين). أصبحت المستحاثة جزءًا من مجموعة جامعة لانتشو، حيث ظلت غير مدروسةٍ حتى عام 2010. احتوت المستحاثة بحسب تحليل بروتيني قديم على كولاجين، وبالتسلسل وجدوا ارتباطًا وثيقًا بدينيسوفان ألتاي، وأشار اضمحلال اليورانيوم لقشرة الكربون المغطية للعينة إلى أن عمرها أكثر من 160000 عام.

### الأحافير المكتشفة حتى الآن
| اسم الحفرية                                                 | النوع                                   | العمر         | تاريخ الاكتشاف      | المكان               | واضعو أول ورقة بحث     | عام النشر | صورة | الحفظ                               | GenBank accession |
| ----------------------------------------------------------- | --------------------------------------- | ------------- | ------------------- | -------------------- | ---------------------- | --------- | --- | ----------------------------------- | ----------------- |
| دينيسوفا 3 (وتعرف أيضاً باسم الامرأة إكس) (عظمة إصبع سلامية) | إنسان عاقل                              | 30–50 ألف سنة | 2008 ميخائيل شونكوف | كهف دينيسوفا (روسيا) | يوهانز كراوز وآخرون    | 2010      | Replica of the phalanx. It was destroyed to investigate the mtDNA.                                                                                         | Destroyed to investigate the mtDNA. | NC013993          |
| دينيسوفا 4 (ضرس)                                            | إنسان عاقل                              | 30–50 ألف سنة | 2000                | كهف دينيسوفا (روسيا) | David Reich, et al.    | 2010      | Replica of the molar of Denisova. Part of the roots was destroyed to study the mtDNA. Their size and shape indicate it is neither neanderthal nor sapiens. |                                     | FR695060          |
| دينيسوفا 8 (ضرس)                                            | إنسان عاقل                              |               | 2010                | كهف دينيسوفا (روسيا) | Susanna Sawyer, et al. | 2015      | |                                     | KT780370          |
| دينيسوفا 2 (ضرس)                                            | إنسان عاقل                              | > 100 ألف سنة | 1984                | كهف دينيسوفا (روسيا) | Viviane Slon, et al.   | 2017      | |                                     | KX663333          |
| فك شياخوه (فك سفلي جزئي)                                    | إنسان عاقل                              | > 160 ألف سنة | 1980                | كهف بايشيا (الصين)   | Chen Fahu, et al.      | 2019      | |                                     |                   |
| دينيسوفا 11 (aka Denny) (arm or leg bone fragment)          | إنسان عاقل Denisovan/Neanderthal hybrid | ~90 ألف سنة   | 2012                | كهف دينيسوفا (روسيا) | Samantha Brown, et al. | 2016      | |                                     | KU131206          |

## التشريح
لا يُعرف سوى القليل عن السمات التشريحية الدقيقة للدينيسوفان، وذلك لأن البقايا الفيزيائية الوحيدة المُكتَشَفَة حتى الآن هي عظم الإصبع، واثنان من الأسنان التي جُمِعَت منها المادة الوراثية، وعظم لأصبع قدم وعظم فك جزئي. كان عظم الإصبع المفرد عريضًا وقويًا على نحوٍ غيرَ عاديٍ، كذلك كان بعيدًا تمامًا عمّا هو موجودٌ لدى الأشخاص المعاصرين. يعود الإصبع إلى أنثى، مما يشير إلى أنّ الدينيسوفان كانت قوية للغاية وربما مماثلةً للنياندرتال في البنية. لا تمتلك الأسنان السمات المورفولوجية الموجودة لدى النياندرتال أو الإنسان الحديث. أدّى التوصيف المورفولوجي الأولي لعظم إصبع القدم إلى التفكير باحتمالية انتماءه لفرد هجين بين النياندرتال والدينيسوفان، لكن هذا لم يُثبَت عبر سَلسَلة الحمض النووي.
كان كل من فك وأسنان شياهي السفلي قويًا جدًا، وهي سمة تشترك فيها أضراس كهف دينيسوفا. كذلك أظهرت هذه الأسنان تشابهاتٍ شكليةً مع بعض الحفريات اللاحقة المكتشفة في شرق آسيا مثل بينغو1.
قد تنتمي أو لا تنتمي بعض الموجودات القديمة إلى خط دينيسوفان، وهذا يشمل جماجم من دالي ومابا، إضافةً إلى عدد من البقايا المجزأة من آسيا. لا تعتبر آسيا مدروسة بشكل جيد فيما يتعلق بالتطور البشري، وقد تُمَثِّل الاكتشافات أعلاه مجموعة من «النياندرتال الآسيويين».

## تحليل الحمض النووي الميتوكوندري
يختلف الحمض النووي الميتوكوندري (mtDNA) لعظم الإصبع المكتشف في كهف دينيسوفا عن الإنسان الحديث بمقدار 385 قاعدة نتروجينية (نيوكليوتيدات) من بين نحو 16500 قاعدة، بينما الفرق بين الإنسان الحديث والنياندرتال نحو 202 قاعدة. في المقابل، فإن الفرق بين الشمبانزي والإنسان الحديث هو نحو 1462 زوجًا قاعديًا من الحمض النووي الميتوكوندري؛ يحدد ذلك وقت التشعب إلى زمن يعود حتى مليون سنة. قُدِّمَ اختلاف الحمض النووي الميتوكوندري للدينيسوفان كدليل على اختلاطهم مع أنواع عتيقة غير معروفة، وتشير الدراسات إلى مساهمة مجموعات مرتبطة بالإنسان الحديث بالحمض النووي الميتوكوندري بسلالة النياندرتال دون الدينيسوفان بعد السَلسَلة. اقتُرِحَ بأن هذا النوع قد يكون إنسان هايدلبيرغ، ولكن هذا النوع يعتبر الآن عمومًا مرتبطًا ارتباطًا وثيقًا بالنياندرتال. كذلك اقتُرِحَ بأن يكون انجبالًا داخليًا شبيهًا بالإنسان المنتصب في الدينيسوفان منذ نحو 53000 عامًا، كما اقتُرِح أنه مسؤولًا عن التباين الشاذ للحمض النووي الميتوكوندري.
يحمل الحمض النووي الميتوكوندري للأسنان تشابهًا كبيرًا مع ذلك لعظم الإصبع مما يشير إلى أنه قد ينتمي لنفس المجموعة. أظهر الحمض النووي الميتوكوندري للأسنان الثانية عددًا كبيرًا من الاختلافات الوراثية مقارنةً بتلك المأخوذة من السن الأخرى والإصبع، مما يشير إلى وجود درجة عالية من التنوع الموجود في الحمض النووي الميتوكوندري. أظهر الشخصان اللذان انتميا لنفس الكهف تنوعًا أكبر من ذلك الموجود لدى إنسان النياندرتال، كما كانت مختلفة عن الإنسان الحديث من مختلف القارات.

## تحليل الجينوم النووي
كشف عزل وسَلسَلة الجينوم النووي المأخوذ من عظمة إصبع الدينيسوفان درجة غير عادية من الحفاظ على الحمض النووي مع درجة منخفضة من التلوث مما سمح بسَلسَلة شبه كاملة للحمض النووي وبالمقارنة التفصيلية مع جينوم النياندرتال والإنسان الحديث. وعلى الرغم من الاختلاف الواضح في تسلسل الميتوكوندريا، إلا أنّ الدينيسوفان يتشاركون نفس الفرع مع النياندرتال، مع انقسام أكثر بعدًا عن السلالة المؤدية إلى البشر الأفارقة الحديثين. يُقَدَّر افتراق الدينيسوفان والنياندرتال منذ نحو 640000 عام، بينما يعود تاريخ تشعب الفرع الذي أدى إلى مجموعات الأفارقة الحديثين إلى نحو 800000 عام. يعتقد مؤلفو الدراسة أن الحمض النووي الميتوكوندري المختلف للدينيسوفان ناتجًا عن استمرار سلالة الحمض النووي الميتوكوندري القديمة، والتي أُزيلَت من الفروع البشرية الأخرى عبر الانحراف الوراثي أو انجبال مورثي آخر من سلالة أشباه بشر أقدم.
يبدو تسلسل الحمض النووي الميتوكوندري لعظم فخذ يعود لإنسان هايدلبيرغ عمره نحو 400000 سنة من كهف العظام في إسبانيا على أنه مرتبط بتسلسل النياندرتال والدينيسوفان، ولكنه أقرب إلى الأخير. أظهر تحليل تسلسل الجينوم النووي من عيّنتين أنهما يرتبطان ارتباطًا وثيقًا بالنياندرتال بدلاً من الدينيسوفان، ولكن إحدى هذه العينات كانت تحتوي أيضًا على حمض نووي ميتوكوندري مرتبطًا بالدينيسوفان. افترض مؤلفو الدراسات أن الحمض النووي الميتوكوندري الموجود في هذه العينات يمثل تسلسلًا قديمًا يدل على قرابة بين النياندرتال والدينيسوفان ضاعت لاحقًا لدى النياندرتال بسبب استبدال بتسلسل مرتبط بالإنسان الحديث.

## علم التخلق/ علم ما فوق الجينات
أعطى تحليل عمليات التراجع الطبيعي للحمض النووي القديم -الذي يختلف بين السيتوزينات المميثلة وغير المميثلة - نظرة في علم ما فوق الجينات للدينيسوفان والنياندرتال. ترتبط التغييرات في مثيلة السيتوزين بتنظيم الجينات، ولهذا سمحت خرائط مثيلة الحمض النووي الكاملة بإجراء تقييم لنشاط جينات الدينيسوفان مقارنةً بالإنسان الحديث والنياندرتال. تم تحديد نحو200 جينة تظهر أنماطًا تنظيمية مميزةً للدينيسوفان.